# Dmítrievski
Dmítrievski - Дмитриевский (rus) - és un khútor de la República d'Adiguèsia, a Rússia. Es troba a la vora dreta del riu Fars, afluent del Labà, a 12,8 km al nord-oest de Tulski i a 42 km al nord-est de Maikop, la capital de la república. Pertany al municipi de Drujba.